# Großpetersdorf
Großpetersdorf is een gemeente in de Oostenrijkse deelstaat Burgenland, gelegen in het district Oberwart (OW). De gemeente heeft ongeveer 3500 inwoners.

## Geografie
Großpetersdorf heeft een oppervlakte van 31,4 km². Het ligt in het uiterste oosten van het land.
Kadastrale gemeenten zijn Grosspetersdorf, Kleinpetersdorf, Kleinzicken, Miedlingsdorf en Welgersdorf.
Bad Tatzmannsdorf · Badersdorf · Bernstein · Deutsch Schützen-Eisenberg · Grafenschachen · Großpetersdorf · Hannersdorf · Jabing · Kemeten · Kohfidisch · Litzelsdorf · Loipersdorf-Kitzladen · Mariasdorf · Markt Allhau · Markt Neuhodis · Mischendorf · Neustift an der Lafnitz · Oberdorf im Burgenland · Oberschützen · Oberwart · Pinkafeld · Rechnitz · Riedlingsdorf · Rotenturm · Schachendorf · Schandorf · Stadtschlaining · Unterkohlstätten · Unterwart · Weiden bei Rechnitz · Wiesfleck · Wolfau
- Gemeinsame Normdatei: 7630290-8
- MusicBrainz: 8e014517-8707-445f-88c6-be0202eb9aca
- Virtual International Authority File: 247872524
- WorldCat: E39PBJdRwm9hcCB3JbpJwvMgKd